# Rio Paulista
Rio Paulista är ett periodiskt vattendrag i Brasilien.   Det ligger i delstaten Bahia, i den östra delen av landet, 1 000 km öster om huvudstaden Brasília.
Omgivningen kring Rio Paulista är huvudsakligen savann. Området är glesbefolkat, med 20 invånare per kvadratkilometer.